# Enrique Palos
Enrique Eduardo Palos Reyes (* 31. Mai 1986 in Aguascalientes, Aguascalientes) ist ein mexikanischer Fußballspieler auf der Position des Torwarts.

## Laufbahn
Palos stand während seiner gesamten bisherigen Profikarriere (seit Sommer 2005) bei den UANL Tigres unter Vertrag, mit denen er bereits dreimal die mexikanische Fußballmeisterschaft und in der Clausura 2014 den Pokalwettbewerb gewann.

## Erfolge
- Mexikanischer Meister: Apertura 2011, Apertura 2015, Apertura 2016
- Mexikanischer Pokalsieger: Clausura 2014